# Timeless Sleep
《Timeless Sleep》은 GARNET CROW의 아홉 번째 싱글이다. 2001년 5월 9일 GIZA studio에서 발매되었다. 전곡의 작사는 아즈키 나나가, 작곡은 나카무라 유리가, 편곡은 후루이 히로히토 (〈Timeless Sleep -groove more “call sky” mix-〉의 편곡은 Miguel sa Pessoa) 가 맡았다. 〈Timeless Sleep -groove more “call sky” mix-〉는 원곡과 가사의 일부분이 다르다.
GARNET CROW의 곡중 처음으로 풀 사이즈의 뮤직 비디오가 만들어진 곡이다.

## 수록곡
1. Timeless Sleep
2. Timeless Sleep -groove more “call sky” mix-
3. whiteout
4. Timeless Sleep ~Instrumental~

## 차트 성적
- 최고순위 33위 (오리콘)